# San Vero Milis
San Vero Milis (in sardo Santeru) è un comune italiano di 2 401 abitanti della provincia di Oristano in Sardegna. Il comune è posto a 10 m s.l.m. all'estremità nord-occidentale del Campidano, nella regione detta del Campidano di Oristano, a ridosso della catena del Montiferru, a circa 15 km dal mare.
È un importante centro agricolo e vinicolo, rinomato per la produzione artigianale dei canestri in giunco, per la produzione della vernaccia e la coltivazione dei mandarini; è conosciuto dagli amanti dei gatti per la colonia di gatti di Su Pallosu, per proteggere i quali si sono adoperati gli allora presidente della repubblica italiana Giorgio Napolitano e ministro della salute Beatrice Lorenzin.

## Geografia fisica

### Territorio

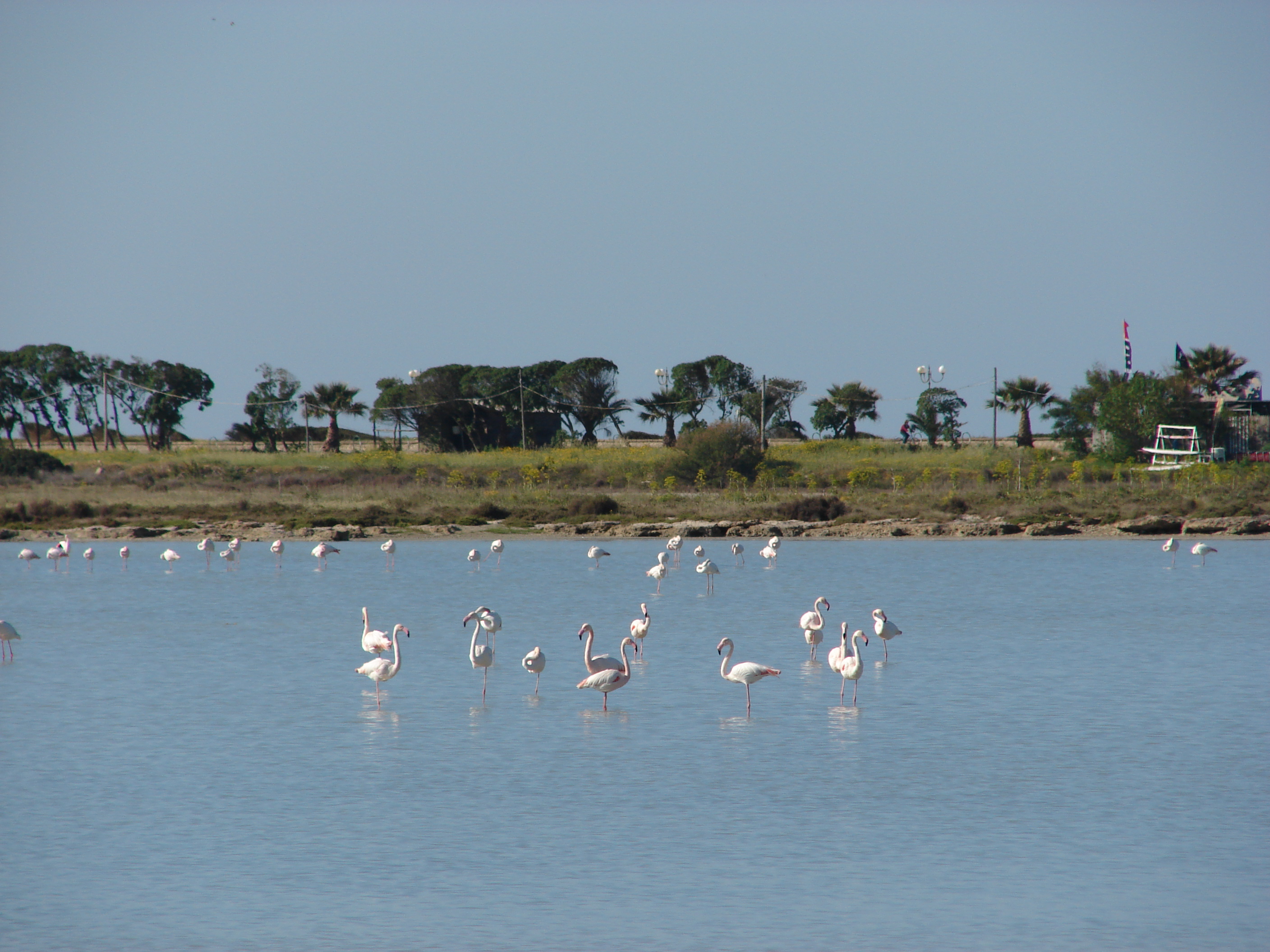
Fenicotteri rosa negli stagni

Il comune di San Vero Milis è situato nella zona centro-occidentale della Sardegna all'estremo nord della pianura del Campidano e ai piedi del Montiferru. La zona occidentale del comune si estende in gran parte nella penisola del Sinis.
Il territorio è caratterizzato da un'ampia varietà di ecosistemi, dalle campagne al deserto alle alte scogliere. Nell'area interna e nella marina è da segnalare la presenza di diverse zone umide di grande importanza ambientale come gli stagni di Sale 'e Porcus, Is Benas, Pauli Crechi e Pauli Murtas. Queste oasi protette sono frequentate da varie specie di uccelli migratori tra i quali i fenicotteri rosa.
Nel territorio comunale si trova anche una piccola parte della baia di Is Arenas, caratterizzata da una delle più grandi estensioni di pini marittimi della Sardegna.

## Origini del nome
Il nome San Vero Milis deriva molto probabilmente dalla denominazione originale del centro abitato, San Teodoro (San Teoru in sardo), dovuta alla presenza di una chiesa dedicata al santo e ubicata con buone probabilità sotto l'attuale chiesa di Santa Sofia. La trasformazione, avvenuta nel Medioevo avrebbe poi modificato il nome San Teoru in Sancte Eru (San Vero in italiano, traduzione per assonanza effettuata dai piemontesi senza alcuna considerazione per il significato del nome in sardo) del quale troviamo traccia già nel XII secolo nei testi del Condaghe di Santa Maria di Bonarcado.
Milis fu aggiunto in epoca giudicale ad indicare la posizione del comune nel Campidano di Milis del Regno di Arborea e distinguerlo da un altro comune omonimo situato nel campidano di Simaxis a cui fu assegnato il nome di San Vero Congius.

## Storia
La conformazione pianeggiante e la presenza dell'acqua nel territorio del paese hanno consentito sin da tempi remoti lo sviluppo delle coltivazioni e quindi il costituirsi di insediamenti: sono facilmente visibili le testimonianze dell'uomo neolitico (IV-III millennio a.C.) che ha lasciato le tracce di almeno quattro villaggi e tre necropoli a domus de janas, e del periodo nuragico (II-inizi I millennio a.C.), con almeno 30 nuraghi, di cui il più grande, s'Uraki, è alle porte del paese.
In età fenicio-punica e romana il territorio è intensamente occupato con fattorie destinate allo sfruttamento agricolo: quest'area era, infatti, destinata a granaio di Cartagine, prima e di Roma, poi. Ma lo sfruttamento delle risorse riguardava anche altri aspetti, quasi certamente il sale di Sa Salina Manna e la pesca. A Capo mannu era ubicato un porto legato a queste attività: il Koracodes Portus.
Con la fine dell'epoca romana muta il quadro politico ed economico, molti degli insediamenti vengono abbandonati e la gente si riunisce in piccoli centri, alcuni dei quali ancora abitati. Le attività economiche non si basano più sulla monocoltura cerealicola ma, fin adesso, la produzione è più variata: vigne, oliveti, orti, allevamento, peschiere.
In periodo medievale la villa fece parte del giudicato di Arborea, inserita nella curatoria di Parte Milis. Alla caduta del giudicato (1420) entrò a far parte del marchesato di Oristano e successivamente, alla definitiva sconfitta degli arborensi nel 1478, del regno di Sardegna aragonese.
A partire dal medioevo è attestata l'attività delle saline, più tardi quella delle tonnare. Per creare una difesa dalle continue incursioni dal mare saraceni e barbareschi, vennero edificate lungo le coste delle torri di avvistamento.

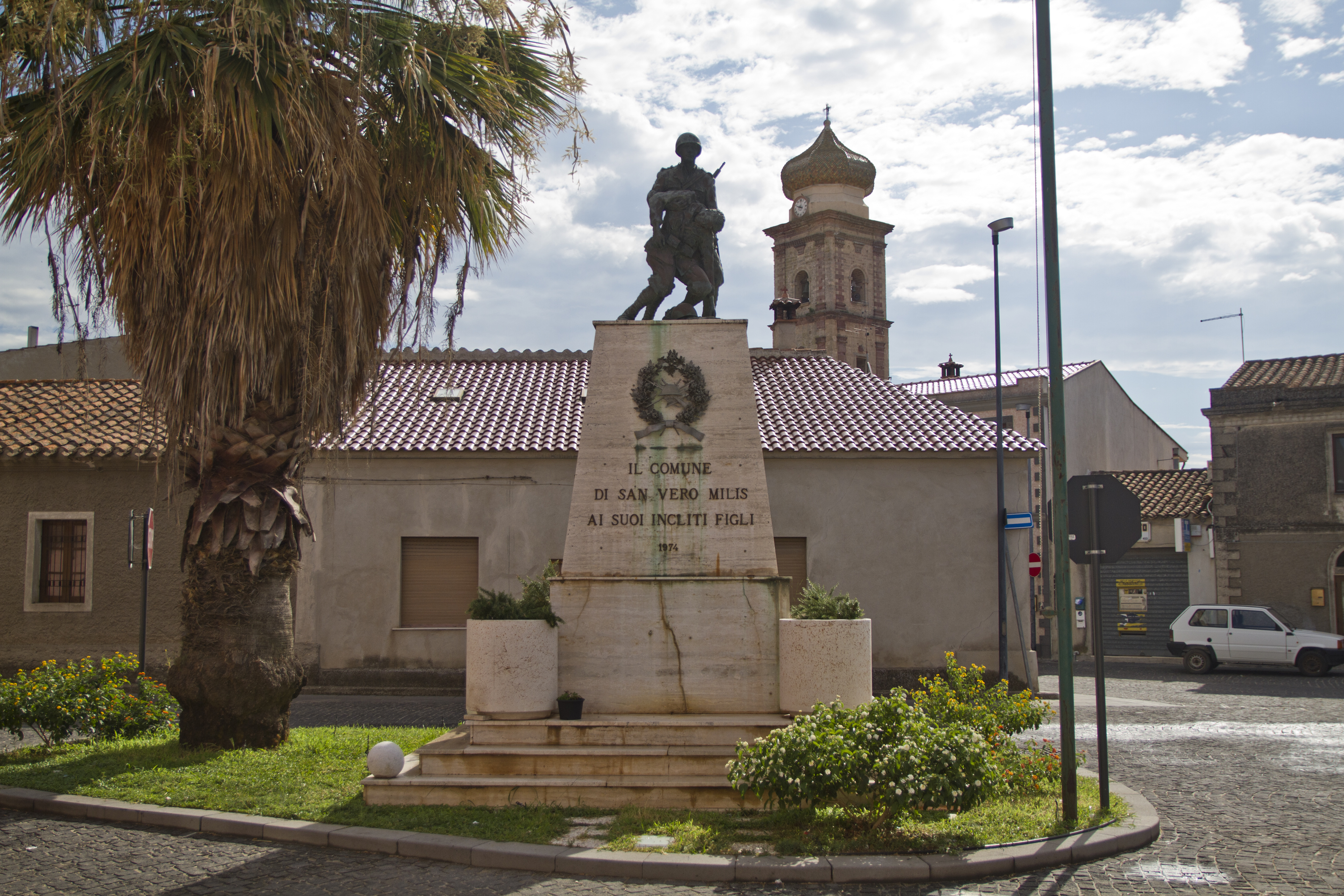
Monumento ai caduti

Sotto gli aragonesi divenne un feudo regio, incorporato nel XVIII secolo nel marchesato d'Arcais, feudo dei Flores Nurra, ai quali fu riscattato nel 1839, con la soppressione del sistema feudale.

### Simboli
Lo stemma e il gonfalone del comune di San Vero Milis sono stati concessi con decreto del presidente della Repubblica del 9 aprile 2008.
Il gonfalone è un drappo di giallo con la bordatura di rosso.

## Monumenti e luoghi d'interesse

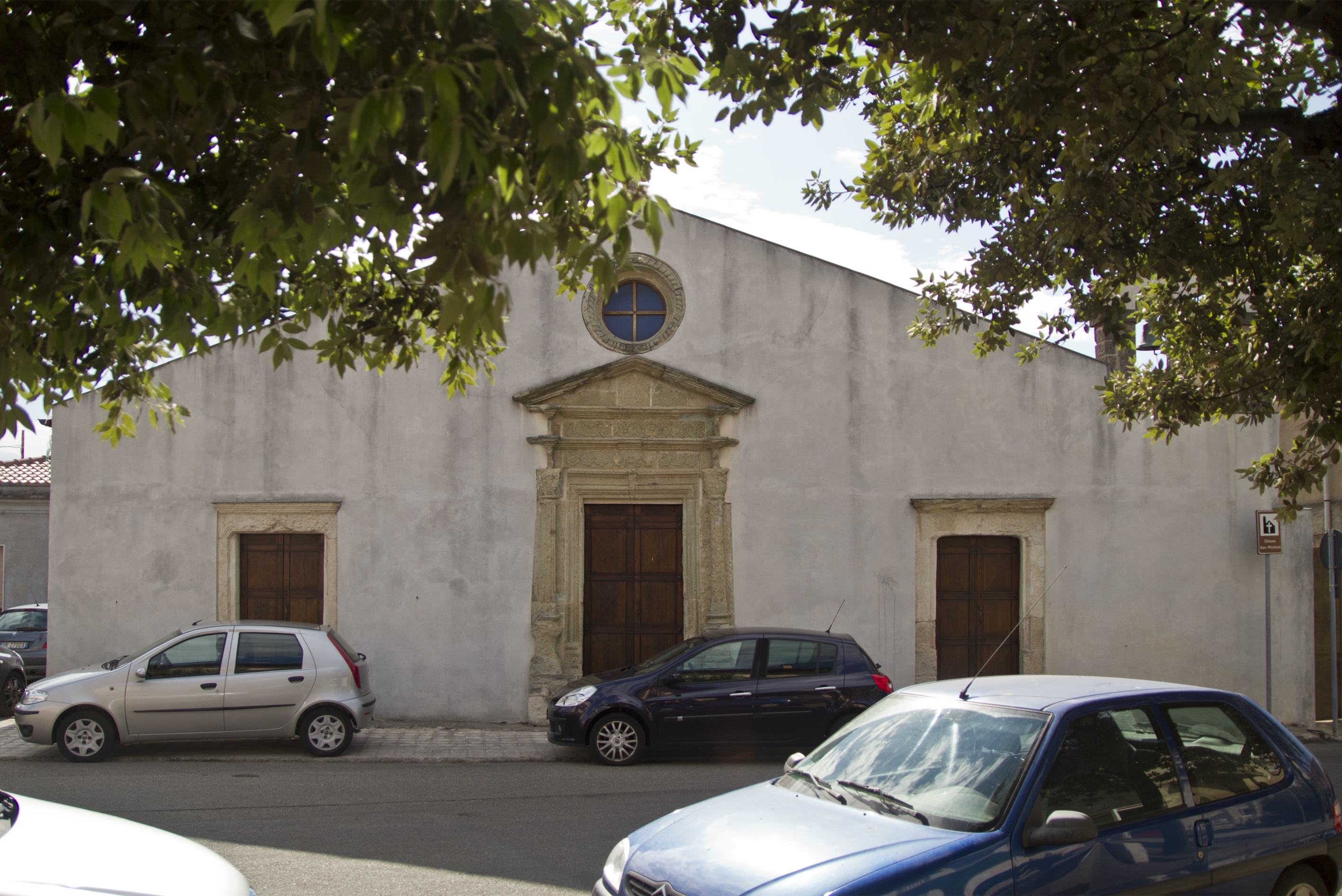
Chiesa di San Michele

### Architetture religiose
- Chiesa di Santa Sofia
- Chiesa di San Michele Arcangelo
- Chiesa di Nostra Signora del Carmine
- Chiesa del Santissimo Salvatore
- Chiesa di San Teodoro

### Architetture militari
- Torre di Sa Mora

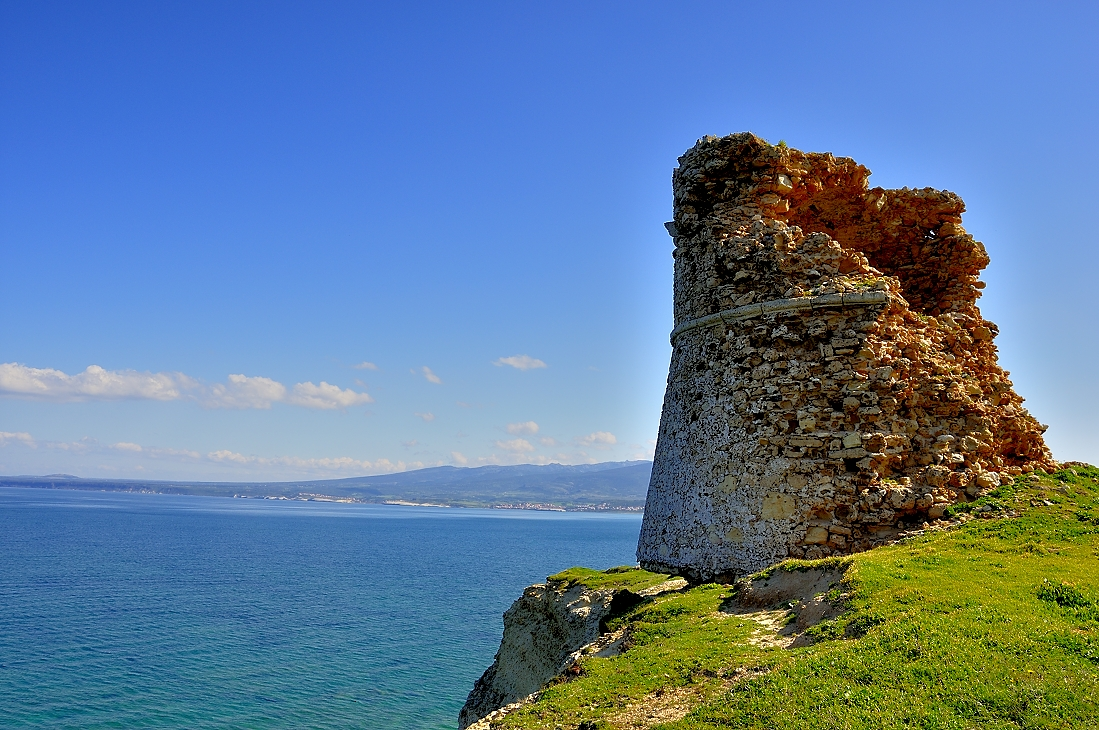
Torre di Scab'e Sai

- Torre di Capo Mannu o Sa Mesa Longa
- Torre delle Saline
- Torre di Scab'e Sai

### Siti archeologici
- Il Nuraghe S'Urachi  un nuraghe di tipo complesso, in parte interrato, in fase di parziale scavo archeologico, composto originariamente da un mastio centrale circondato da una decina di torri[6] disposte in modo perfettamente simmetrico, delle quali dopo vaste demolizioni ed il passaggio di una strada lungo il perimetro, ne emergono attualmente solo sette. Altre due torri risultano sotto al livello della strada[6], mentre una probabile decima torre si ipotizza sia ancora interrata[6].

Sono presenti tre Domus de Janas: 
Serra is Aràus, Putzu Idu e Sa Rocca Tunda.

### Aree naturali

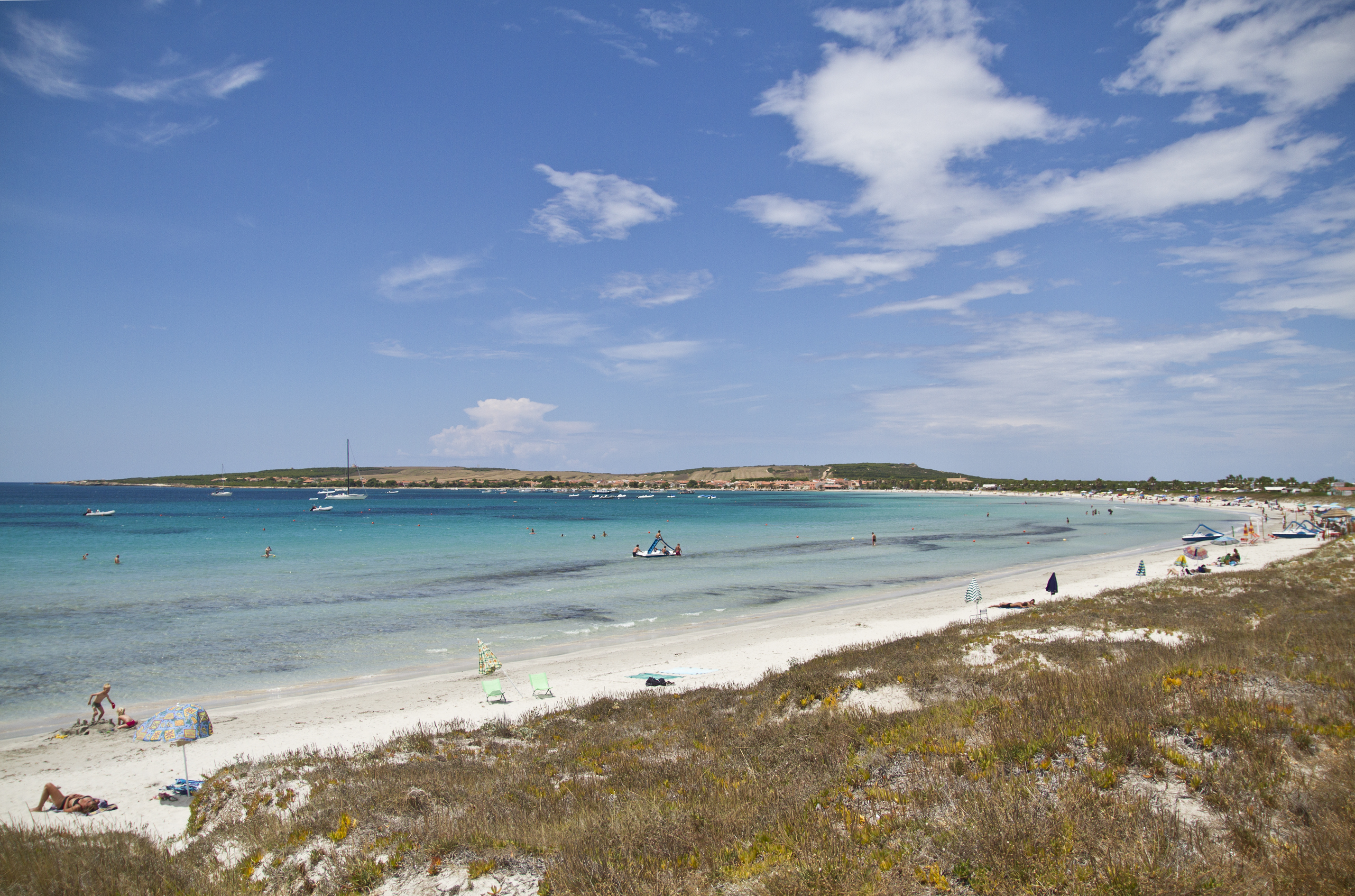
Mandriola

Nella frazione di Su Pallosu vive una delle colonie feline più antiche d'Italia, segnalata anche sul sito del FAI: i primi documenti risalgono alla fine degli anni quaranta del ventesimo secolo e viene visitata da più di tremila turisti l'anno; la sua tutela ha interessato in veste ufficiale anche Giorgio Napolitano e Beatrice Lorenzin.

## Società

### Evoluzione demografica
Abitanti censiti

### Lingue e dialetti
La variante del sardo parlata a San Vero Milis è la Limba de mesania in quanto costituita da elementi tipici del logudorese e del campidanese.

## Cultura

### Cucina

#### La vernaccia
La vernaccia è un vitigno molto diffuso in Sardegna in un'area geografica limitata tra i comuni di San Vero Milis, Zeddiani e Baratili San Pietro. Il nome vernaccia sta infatti a significare uva vernacula cioè uva del luogo.
(Mario Soldati, Vino al Vino, 1981)
Caratteristica distintiva della vernaccia sanverese e suo pregio principale il delicato odore di mandorle, un tempo dovuto ad una muffa che forma una sottile patina sul vino quando la botte non è completamente piena e che gli conferisce questo aroma. La produzione della vernaccia nel paese avviene sia a livello artigianale sia a livello industriale.

#### Il pane
Quella della panificazione artigianale è una tradizione che sta conoscendo una nuova giovinezza negli ultimi anni. Sono infatti parecchie le famiglie del paese che hanno ripreso la tradizione, per consumo proprio o anche per la vendita.
Il pane viene classificato in base alla farina utilizzata per la panificazione, alla lavorazione e alla forma che assume. Dalla farina più pregiata (sa simbua o farra limpia) si prepara il pane bianco più pregiato e dalle forme più elaborate. Si passa poi a su scetti con la quale si confeziona il pane giornaliero, fino a su crivazu (il cruschello) con il quale si confezionava un tempo un pane scuro e di scarso valore che non viene più quasi prodotto. Infine dalla crusca (su poddini) si prepara il pane per i cani.
Le forme del pane sono molteplici. Le principali sono su crivazzu che viene prodotto con su scetti e su coccoi, più pregiato.

### Intrecci di giunco
Il paese di San Vero Milis è conosciuto in tutta l'isola per i suoi intrecci di giunco (Juncus acutus), pianta che cresce abbondante nelle zone umide circostanti il paese. Il giunco, essiccato e intrecciato, veniva usato principalmente per la produzione di cestini ma col tempo la tecnica si è evoluta diventando una vera e propria espressione artistica e integrando nella realizzazione altri materiali: sono stati realizzati ad esempio finissimi rivestimenti per bottiglie (di cui fu maestra Erina Spanu da cui hanno ereditato la passione le nipoti) bicchieri e cestini finemente decorati secondo i motivi della tradizione.
Nel corso dei secoli l'attività dell'intreccio ha rappresentato, oltreché un'espressione dell'artigianato domestico, anche un'attività di un discreto rilievo nell'economia locale perché i cestini e gli altri manufatti prodotti con questa tecnica venivano poi venduti in tutta la Sardegna.
Diverse famiglie portano avanti la tradizione dell'intreccio e i cestini vengono usati in molti lavori domestici, tra i quali spiccano sicuramente la produzione del pane e della pasta.

## Geografia antropica
Il territorio comunale comprende anche l'isola amministrativa di Capo Mannu, avente una superficie di 44,25 km².

## Amministrazione
| Periodo         | Periodo         | Primo cittadino | Partito                                       | Carica  | Note |
| --------------- | --------------- | --------------- | --------------------------------------------- | ------- | ---- |
| 31 maggio 2015  | 26 ottobre 2020 | Luigi Tedeschi  | Lista civica "Impari podeus"                  | Sindaco |      |
| 26 ottobre 2020 | in carica       | Luigi Tedeschi  | Lista civica "Impari podeus insieme possiamo" | Sindaco |      |